# 有效数字
有效数字（significant figures，significant digits，简写 sig figs）或有效数，用来表示量的多少，同时反映测量准确程度的各数字称为有效数字。
有效数字也是能正确表达某物理量数值和精度的一个数或近似数，后者由准确数字和可疑数字组成，或是第1位不为零的数起至第1位不确定的数止，其间的所有数字。使用有效數字表示法的意義在於：測量後所記載的數量（物理量）是一組能夠表示出測量誤差的有意義數（字）。

## 分类
有效数字分为两类，其中一类是一些常数(如π、e、得失电子数、方程式系数、稀释倍数等)。这些非测定值的有效数字位数可以看作无限多位，按计算式中需要而定。
另一类是测量值或与测量值有关的计算值，它的位数多少，反映测量的准确程度。它们由准确数字和可疑数字组成。这些有效数字的最后一位数字的值是不确定的，称为可疑数字，一般来说有正负一个单位的误差。

## 有效数字个数
从第一个非零的数字算起的所有数字；例如：1.24和0.00124的有效数字都是3位，3.180是4位有效数字。也可以采用科学计数法来确定有效数字位数，例如0.0318有3位有效数字，可以记作3.18 × 10-2。

## 有效数字的修约规则
为了避免不必要的繁琐计算，运算过程及最终结果都需要对数据进行修约。在取有效数字时一般会遵循四舍六入的数值修约规则。当多余尾数（要处理的那个数字）≤ 4时舍去，尾数≥ 6时进位。若尾数正好是5时分两种情况：若5后数字不为0，一律进位，如0.1067534保留4位有效数字，应该记为0.1068；若5后无数或为0，则分为两种情况，5前是奇数则将5进位，5前是偶数则把5舍弃，称为“奇进偶舍”规则。如将下列数字修约到4位有效数字：15.0150 → 15.02，15.025 → 15.02。

## 运算
- 在加减法运算中，结果以绝对误差最大的数为准，即以小数点后位数最少的数为准，确定有效数字中小数点后的位数。也就是说最后结果与小数位数最少的数据小数位数相同[6]。

例如：2643.0 + 987.7 + 4.187 + 0.2354 = 3635.1.
- 乘除运算中，结果的有效数字位数与有效数字位数最少的数据相同[6]。

例如：409.2 km / 11.4 L = 35.9 km/L.
- 对数的有效数字位数为小数点后数字的个数。而首数（整数部分）是真数的指数大小的反映，故不能作为有效数字。[6]

例如：pH = 10.28，[H+]=5.2×10-11.
- 取指数，按照小数点后的位数来确定有效数字的个数（个数等于位数）；

- 科学常数和整数可以取任意位有效数字。

## 近似值
令{\displaystyle x}是某个数量的真值，{\displaystyle {\tilde {x}}}是{\displaystyle x}的近似值；{\displaystyle x}与{\displaystyle {\tilde {x}}}都用十进制表示。有效数字就是指{\displaystyle x}与{\displaystyle {\tilde {x}}}的多少位数字是一致的。确切地说，{\displaystyle {\tilde {x}}}有{\displaystyle x}的m位有效数字，则从{\displaystyle x}的左端非零数字所在位起，绝对误差|{\displaystyle {\tilde {x}}-x}|的前m个十进制数位为0，随后一位数字取值从0到5.
例如：
- 5.1对真值5具有1位有效数字：|5.1-5|=0.1
- 0.51对真值0.5具有1位，而不是2位有效数字：|0.51-0.5|=0.01
- 4.995对真值5具有3位有效数字:|4.995-5|=0.005
- 4.994对真值5具有2位有效数字:|4.994-5|=0.006
- 1.4对真值2具有0位有效数字：|1.4-2|=0.6

如果{\displaystyle x}用科学记数法表示为
{\displaystyle x=\Box .\Box \Box \ldots \Box \times 10^{n}}，
则{\displaystyle {\tilde {x}}}有{\displaystyle x}的m位有效数字，如果{\displaystyle |x-{\tilde {x}}|\leq 5\times 10^{n-m}}。
{\displaystyle {\tilde {x}}}有{\displaystyle x}的m位有效数字，则二者相对误差不超过{\displaystyle 5\times 10^{-m}}。

## 外部連結
- Significant Figures Calculator （页面存档备份，存于） （英文）
- 有效数字的概念介绍 （页面存档备份，存于）
- 有效数字